# Ожехувка (Підкарпатське воєводство)
Ожехувка (пол. Orzechówka) — село в Польщі, у гміні Ясениця-Росельна Березівського повіту Підкарпатського воєводства.
Населення — 1494 особи (2011).
У 1975-1998 роках село належало до Кросненського воєводства.

## Демографія
Демографічна структура станом на 31 березня 2011 року:
|          | Загалом | Допрацездатний вік | Працездатний вік | Постпрацездатний вік |
| -------- | ------- | ------------------ | ---------------- | -------------------- |
| Чоловіки | 719     | 191                | 449              | 79                   |
| Жінки    | 775     | 163                | 439              | 173                  |
| Разом    | 1494    | 354                | 888              | 252                  |